# Ludowe Wojsko Polskie
Ludowe Wojsko Polskie - LWP  (in italiano: Esercito Popolare polacco) è stato il nome con cui venivano comunemente denominate le forze armate polacche costituite nel 1943-1944 nell'Unione Sovietica, dell'esercito polacco tra il 1944 e il 1952 e delle forze armate della Repubblica Popolare di Polonia tra il 1952 e il 1989. Il nome ufficiale di quelle formazioni era: Armia Polska w ZSRR (in italiano: Esercito polacco nell'URSS) dal 1943 al 1944, Wojsko Polskie (italiano: truppe polacche) e Siły Zbrojne Rzeczpospolitej Polskiej (italiano: Forze armate della Repubblica di Polonia) dal 1944 al 1952 e dal 1952 Siły Zbrojne Polskiej Rzeczypospolitej Ludowej (italiano: Forze armate della Repubblica popolare polacca).

## Seconda guerra mondiale
Il primo nucleo di quello più tardi sarebbe diventato l'Esercito Popolare polacco, fu la 1ª Divisione fanteria polacca "Tadeusz Kościuszko" costituita durante la Seconda Guerra Mondiale nel maggio 1943 a Sielce e in via ufficiosa denominata anche Armata di Berling, il cui personale venne inizialmente reclutato tra i soldati polacchi catturati durante l'invasione sovietica della Polonia nel 1939, dopo che la Germania aveva conquistato la Polonia occidentale, e dai Polacchi deportati dalla Polonia occupata dai sovietici tra il 1939 e il 1941; erano quasi tutte truppe da combattimento di prima linea.
L'Armata di Berling non fu l'unica formazione polacca ad aver combattuto a fianco degli alleati, né la prima in Oriente, sebbene la prima forza polacca militare polacca formata nell'URSS, l'Armata di Anders fosse stata trasferita in Iran, in quanto le crescenti tensioni fra il governo polacco in esilio ed il governo sovietico, dovute al massacro di Katyn' e alla malcelata intenzione di Iosif Stalin di avere una Polonia allineata e sottomessa, portarono allo spostamento in Medio Oriente di numerosi soldati polacchi, guidati dal generale Anders.
Per i polacchi rimasti nell'URSS dopo il 1942, dopo che l'Armata di Anders era partita per l'Iran, quella di unirsi all'Armata del generale Berling rimase una delle poche possibilità di tornare in Polonia e combattere contro l'occupante tedesco. Tra la fine del 1943 e l'inizio del 1944, altre unità polacche vennero formate nell'Unione Sovietica, che andarono a costituire il 1º Corpo delle forze armate polacche, che aumentarono sensibilmente fino a costituire, il 16 marzo 1944, la 1ª Armata polacca nell'URSS. La decisione di creare un esercito polacco, che era uno strumento dell'epoca politica sovietica, era strettamente legata ai piani stalinisti di creare un sistema comunista nella Polonia del dopoguerra.
Il 18 luglio 1944 il Consiglio Nazionale di Stato prese il controllo delle forze armate e quindi dell'Armata di Berling (che fu unita con la Armia Ludowa) e istituì un comando supremo delle forze armate. Il comando in capo dell'esercito polacco venne affidato al generale Michał Rola-Żymierski. Allo stesso tempo la 1ª Armata polacca nell'URSS venne ribattezzata 1ª Armata dell'esercito polacco. Nel luglio del 1944, iniziò la formazione della 2ª Armata polacca il cui comando venne affidato al generale Karol Świerczewski. La 1ª Armata polacca partecipò all'Operazione Vistola-Oder e alla battaglia di Kolberg prima di partecipare all'offensiva finale con la battaglia di Berlino. Il 3 ottobre 1944 era stata avviata la costituzione della 3ª Armata polacca la cui formazione non poté essere completata anche a causa della mancanza di un numero sufficiente di ufficiali polacchi. Fino all'inizio del 1945, su circa 40.000 ufficiali, quasi la metà, 18 996, erano ufficiali sovietici, inclusi 36 generali. Nel marzo 1945, gli ufficiali dell'Armata Rossa rappresentavano circa il 52% del corpo degli ufficiali (15 492 su 29 372) e circa 4 600 di loro sono rimasti nell'Esercito Popolare polacco fino a luglio del 1946.

## Dopoguerra
Negli anni cinquanta, il lavoro fu dedicato a plasmare il proprio pensiero strategico, adottando la dottrina militare sovietica. L'esercito polacco doveva far parte delle forze del "blocco orientale" nel teatro militare dell'Europa centrale. Tra la fine degli anni quaranta e l'inizio degli anni cinquanta il comando dell'esercito polacco venne affidato al Maresciallo dell'Unione Sovietica e Maresciallo di Polonia, Konstantin Rokossovskij, che ricevette il titolo aggiuntivo di Maresciallo di Polonia e divenne anche il ministro della difesa nazionale, legando ancora di più l'esercito Polacco alle strutture militari sovietiche. Rokossovskij verrà sostituito nel 1956 dal Maresciallo di Polonia Marian Spychalski.
Nel 1955 la Repubblica Popolare di Polonia entrò a far parte del Patto di Varsavia e fino alla caduta del governo comunista l'esercito è stato spesso usato dal governo per sopprimere violentemente le diverse protesta, tra cui le proteste di Poznań del 1956, le proteste polacche del 1970 e le proteste durante la legge marziale nel 1981-1982. L'esercito polacco inoltre prese parte nel 1968 con le altre truppe del Patto di Varsavia all'invasione della Cecoslovacchia che portò alla soppressione del processo di democratizzazione del paese, nell'evento comunemente noto come Primavera di Praga.